# Nymphidium chione
Nymphidium chione is een vlindersoort uit de familie van de prachtvlinders (Riodinidae), onderfamilie Riodininae.
Nymphidium chione werd in 1867 beschreven door H. Bates.